# سو بینگتین
سو بینگتین (انگلیسی: Su Bingtian؛ زادهٔ ۲۹ اوت ۱۹۸۹) یک دونده اهل جمهوری خلق چین است. از افتخارات وی میتوان وی میتوان به کسب مدال نقره ۴×۱۰۰ متر امدادی در ۲۰۱۵ پکن اشاره کرد.